# Linda Manz
Linda Manz (Nueva York, 20 de agosto de 1961 - Palmdale, 14 de agosto de 2020) fue una actriz estadounidense que actuó entre 1978 y 1985.

## Carrera
Hizo pocas películas, pero alabadas por la crítica. Su primera película fue Días del cielo. Fue la protagonista en Caído del cielo, su actuación más conocida. En dicha película su estatura (147 cm) le ayudó interpretar a una adolescente más joven que los diecinueve años con los que contaba cuando realizó el rodaje. Tuvo un pequeño papel como ladronzuela en el episodio La reina de las nieves, de la serie de televisión Cuentos de hadas, basado en el cuento La reina de las nieves de Hans Christian Andersen.
Tuvo algunos papeles a finales de los 90, entre ellos uno corto en The Game, de David Fincher, y uno más extenso en 1997 en Gummo, dirigida por Harmony Korine, en el que hacía de madre de uno de los personajes principales.
Una entrevista suya está grabada en el álbum LP4 de Ratatat, publicado el 8 de junio de 2010.

## Circunstancias personales
Su padre abandonó el hogar cuando ella tenía dos años y tuvo una infancia dura en Nueva York, según los asistentes sociales que la atendieron.
En 1985 se casó con el cámara Bobby Guthrie. Tuvieron tres hijos: Michael, Christopher y William.
Falleció el 14 de agosto de 2020 a los 58 años, a causa de una neumonía combinada con un cáncer de pulmón.

## Películas
- Días del cielo (Days of Heaven)[3] (1978) — Linda
- Estirpe indomable (King of the Gypsies)[10] (1978)
- Las pandillas del Bronx (The Wanderers)[11] (1979) — Peewee
- Boardwalk (1979) — Girl Satan
- Orphan Train (1979) (TV) — Sarah
- Caído del cielo (1980) — CB
- Longshot (1981) — Maxine Gripp
- La hija rebelde (Mir reicht's - ich steig aus)[12] (1983)
- Gummo[6] (1997) — madre de Salomón
- The Game (1997) — Amy
- Buddy Boy (1999)

### Televisión
- Dorothy[13] (1979) — Frankie (4 episodios: The Bookworm Turns, Hard Hearted Hamlet, Lies and Whisper, Give My Regrets to Broadway).
- La reina de las nieves[5] (1982), episodio de la serie de televisión Cuentos de las estrellas — ladronzuela.